# لاري ن. جوردن
لاري ن. جوردن (بالإنجليزية: Larry N. Jordan)‏ هو صحفي أمريكي، ولد في 11 أكتوبر 1952.